# جمعية إسكانية
بالنسبة لمنظمة هونغ كونغ، انظر الجمعية الإسكانية في هونغ كونغ.
تعد الجمعية الإسكانية حالة شائعة في الهند تضم مجموعة من مالكي المنازل داخل مجمع سكني، ويتكون المجمع السكني عادةً من مجموعة من المباني في كل مبنى منها عدد من الشقق. ويتم إنشاء شقق أو عقارات الجمعية الإسكانية حسب القوانين المختصة لسهولة تشغيل مرافقها وغيرها من الخدمات المقدمة. ويجب تسجيل الجمعية الإسكانية تسجيلاً رسميًا في سجل التعاونيات. يوجد في الهند في كل ولاية قواعد خاصة بهذا الشأن. قد يكون لكل مبنى في مجموعة المباني نفسها جمعية إسكانية مستقلة أو يكون لها جميعًا جمعية واحدة. ويمكن للعديد من الجمعيات الإسكانية أن تشكل اتحادًا. وتدير الجمعيات الإسكانية الرسوم أو التكاليف التي تفرضها على مالكي المنازل أو الشقق. وهناك بعض الجمعيات الإسكانية الثرية جدًا في مومباي، فلديها ملايين الروبيات في حساباتها البنكية.
تهتم اللجنة الإدارية بشئون الجمعية الإسكانية، مثل تعيين مقدمي الخدمات وصيانة منشآت الجمعية وحل مشكلات الظلم الواقع على الأعضاء وصيانة سجلات الدفاتر والاهتمام بالسلامة والتأمين. 

## الحالة القانونية
وباعتبارها كياناً قانونياً، يمكن للجمعية الإسكانية التعاقد مع شركات أخرى أو توظيف أفراد لتزويدها بالخدمات، مثل مقاول صيانة أو مدير مبنى. ويمكنها أيضاً تعيين موظفين، مثل مدير أو ناظر، للتعامل مع مهام صيانة محددة قد يتردد المتطوعون في القيام بها أو قد لا يكونون ماهرين فيها، مثل الصيانات الكهربائية.
في الجمعيات الإسكانية غير السهمية وفي التعاونيات ذات الأسهم المحدودة، لا يمتلك المساهم في التعاونية عقارات، بل يمتلك حصة من الكيان القانوني الذي يمتلك العقارات. وتختلف الملكية التعاونية تماماً عن الوحدات السكنية حيث يمتلك الأشخاص وحدات فردية ولا يكون لهم رأي في من ينتقل إلى الوحدات الأخرى. ولهذا السبب، وضعت معظم الولايات القضائية تشريعات منفصلة، على غرار القوانين التي تنظم الشركات، لتنظيم كيفية إدارة التعاونيات وحقوق المساهمين والتزاماتهم.  